# Bertrand Hémonic
Bertrand Hémonic (Pontivy, 23 de noviembre de 1979) es un deportista francés que compitió en piragüismo en las modalidades de aguas tranquilas y maratón.
Ganó una medalla de bronce en el Campeonato Mundial de Piragüismo de 2009, en la prueba de C1 4 × 200 m. En la modalidad de maratón, obtuvo tres medallas en el Campeonato Mundial entre los años 2003 y 2006, y una medalla en el Campeonato Europeo de 2005.

## Palmarés internacional

### Piragüismo en aguas tranquilas
| Campeonato Mundial | Campeonato Mundial | Campeonato Mundial | Campeonato Mundial |
| Año                | Lugar              | Medalla            | Competición        |
| ------------------ | ------------------ | ------------------ | ------------------ |
| 2009               | Dartmouth (Canadá) | Medalla de bronce  | C1 4 × 200 m       |

### Piragüismo en maratón
| Campeonato Mundial | Campeonato Mundial            | Campeonato Mundial | Campeonato Mundial |
| Año                | Lugar                         | Medalla            | Competición        |
| ------------------ | ----------------------------- | ------------------ | ------------------ |
| 2003               | Valladolid (España)           | Medalla de oro     | C1                 |
| 2004               | Bergen (Noruega)              | Medalla de bronce  | C1                 |
| 2006               | Trémolat (Francia)            | Medalla de bronce  | C1                 |
| Campeonato Europeo |                               |                    |                    |
| Año                | Lugar                         | Medalla            | Competición        |
| 2005               | Týn nad Vltavou ( Rep. Checa) | Medalla de plata   | C1                 |